# Focke-Wulf Fw 62
Focke-Wulf Fw 62 byl německý dvoumístný jednomotorový plovákový dvouplošník určený k průzkumu a hlídkování.

## Vznik
Na podzim roku 1936 vyhlásil Technický úřad RLM specifikace nového hydroplánu, kterým měly být vybaveny těžké lodě Kriegsmarine. Požadavek zněl na dvoumístný letoun s motorem o výkonu 588 až 662 kW, který měl být schopen startu z palubního katapultu.
Nabídky byly zaslány společnostem Arado, Dornier, Focke-Wulf a Gothaer Waggonfabrik. Po dodání předběžných projektů od těchto firem se Technisches Amt rozhodl pro objednání výroby čtyř prototypů Arado Ar 196. Jako náhradní typ v případě neúspěchu tohoto stroje byla určena konstrukce hydroplánu Focke-Wulf Fw 62, který byl objednán ve dvou prototypech.

## Vývoj
První prototyp Fw 62 V1 (imatrikulace D-OFWF) s dvojicí plováků byl zalétán na jaře 1937. Druhý prototyp Fw 62 V2 (D-OHGF) byl vybaven centrálním plovákem a dvěma vyrovnávacími plováky pod spodním křídlem. Oba exempláře poháněl vzduchem chlazený hvězdicový motor BMW 132 Dc o výkonu 647 kW. Plánovanou výzbroj měl tvořit jeden kulomet MG 15 ráže 7,9 mm, umístěný v zadní kabině a obsluhovaný pozorovatelem.
V létě 1937 byly oba stroje testovány ve zkušebním středisku v Travemünde. Přestože zkoušky prokázaly dobré letové vlastnosti i výkony obou prototypů, rozhodl Technisches Amt o zahájení sériové výroby perspektivnějšího typu Ar 196.

## Specifikace (Fw 62 V1)

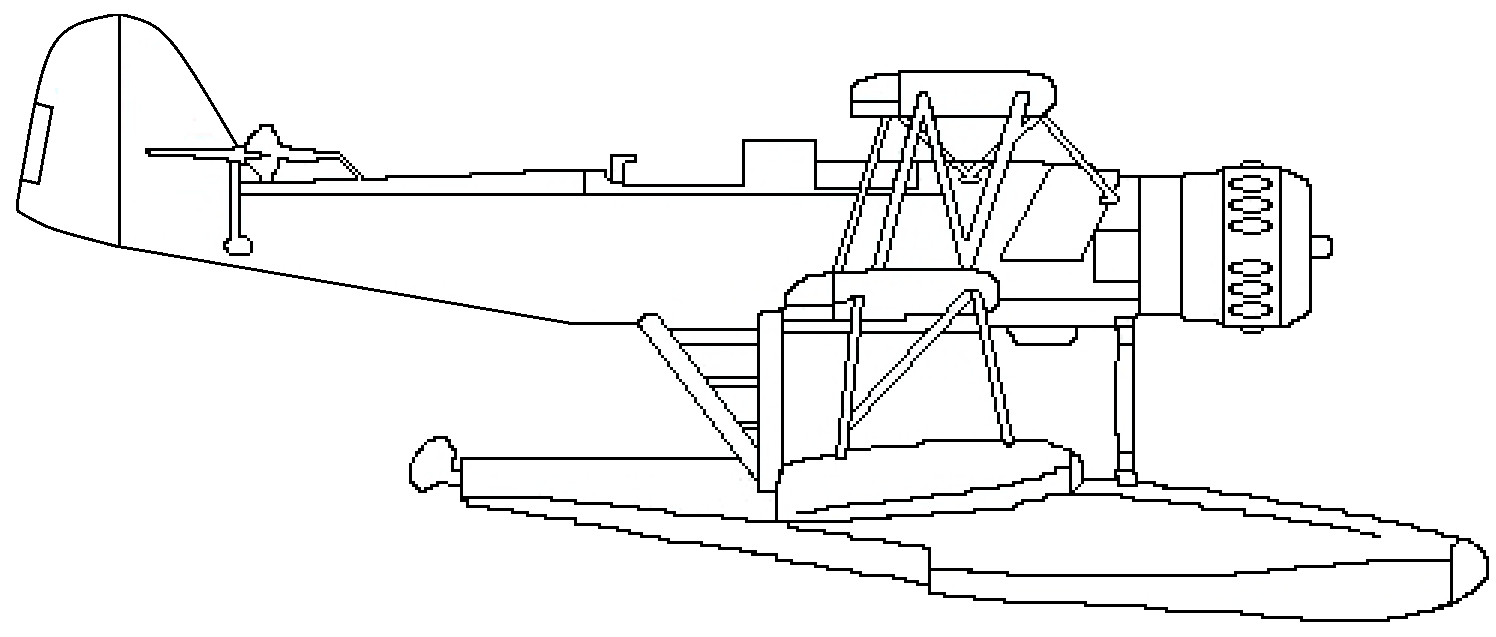
Fw 62 V2

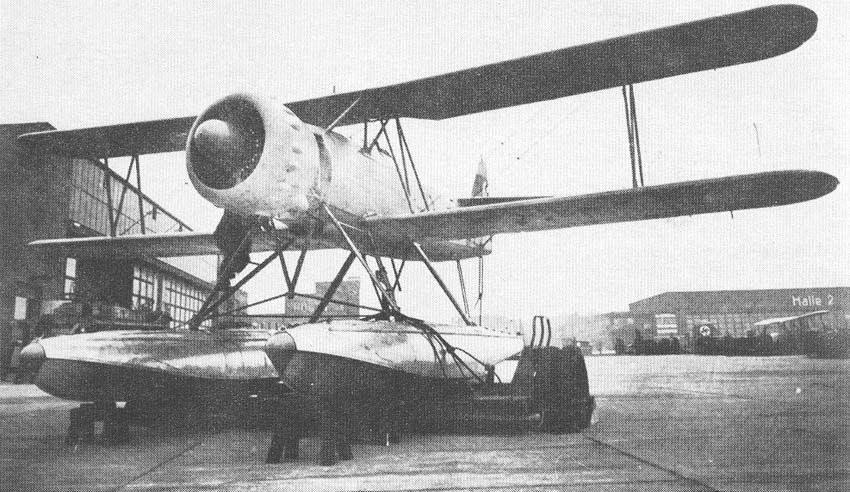
Fw 62 V1

Údaje podle

### Technické údaje
- Posádka: 2
- Rozpětí: 12,35 m
- Délka: 11,15 m
- Výška: 4,30 m
- Hmotnost prázdného letounu: 2281 kg
- Vzletová hmotnost: 2827 kg
- Pohonná jednotka:
- Výkon pohonné jednotky:

### Výkony
- Maximální rychlost ve výšce 1000 m: 280 km/h
- Cestovní rychlost: 250 km/h
- Stoupavost u země: 6,3 m/s
- Dostup: 5900 m